# John Parker (athlétisme)
Pour les articles homonymes, voir John Parker (homonymie) et Parker.
John Parker (né le 6 septembre 1927 et mort le 20 février 2022) est un athlète britannique, spécialiste du 110 m haies. 

## Biographie
Il remporte la médaille d'argent du 110 m haies lors des championnats d'Europe de 1954, à Berne, devancé par le Soviétique Yevhen Bulanchyk.

### Palmarès
| Date | Compétition           | Lieu  | Résultat | Épreuve     | Performance |
| ---- | --------------------- | ----- | -------- | ----------- | ----------- |
| 1954 | Championnats d'Europe | Berne | 2e       | 110 m haies | 14 s 6      |

### Records
| Épreuve     | Performance | Lieu  | Date         |
| ----------- | ----------- | ----- | ------------ |
| 110 m haies | 14 s 6      | Berne | 29 août 1954 |